# Claracq
Claracq – miejscowość i gmina we Francji, w regionie Nowa Akwitania, w departamencie Pireneje Atlantyckie.
Według danych na rok 1990 gminę zamieszkiwały 193 osoby, a gęstość zaludnienia wynosiła 20 osób/km² (wśród 2290 gmin Akwitanii Claracq plasuje się na 984. miejscu pod względem liczby ludności, natomiast pod względem powierzchni na miejscu 1086.).